# Hugo Hertwig (Schriftsteller)
Hugo Wilhelm Heinrich Hertwig (* 31. März 1891 in Saalfeld; † 12. April 1959 in Berlin) war ein deutscher Schriftsteller und Lebensreformer, der eine Landkommune bei Itzehoe begründete.
Der Sohn des Stadtbaurats von Remscheid begann 1911 ein Studium der Rechte an der Universität Jena, wechselte nach einem Jahr in die Philologie und arbeitete nach Studienabbruch in der Verwaltung von Itzehoe. 1914 meldete er sich freiwillig zum Dienst im dortigen Artillerie-Regiment. 1919 zog er mit zwei Freundinnen in Hagen mit dem Künstler Max Schulze-Sölde zusammen, den er zu einem Agrarsiedlungsexperiment überredete. Sie zogen 1920 nach Itzehoe und erwarben in der Wilstermarsch bei Kleve für 80 000 Mark einen Bauernhof, den Lindenhof. Dort versuchten sie eine kommunistische Gemeinschaft mit Landwirtschaft und Heimkindererziehung. Auch Freikörperkultur und freie Sexualität (vermutlich) gehörten dazu, das Haus wurde in grellen Farben kubistisch ausgemalt. An inneren Spannungen und fehlender Erfahrung mit Landwirtschaft scheiterte das Experiment im Laufe des Jahres 1920. Hertwig zog über Itzehoe zu seiner späteren Ehefrau Maria Reps nach Prerow, wo er wieder eine kommunistische Siedlung plante. 1930 ließ er sich am Schlachtensee nieder und begann Romane über Arztbiografien (Robert Koch) sowie heilmedizinische Schriften zu schreiben. Seine Heilpflanzenkunde erlebte viele Auflagen.

## Publikationen
- Gesund durch Heilpflanzen. Altes und neues Wissen vom Kampfe der Pflanze gegen die Krankheit und von der Kraft, menschliches Schicksal zu gestalten. Verlag für Kulturpolitik, Berlin 1935; fortgeführt 1954 als Knaurs Heilpflanzenbuch. Ein Hausbuch der Naturheilkunde. Knaur, München/Zürich 1954; neu aufgelegt bis 1981 (auch als Band 197 in der Reihe Knaur-Taschenbücher).
- Das Liebesleben des Menschen. Schaffer, Berlin 1940; zuletzt: Praxis-Verlag, Tübingen 1949.
- Wie werde ich 100 Jahre alt? Decker, Regensburg 1953.